# Transport routier en Colombie

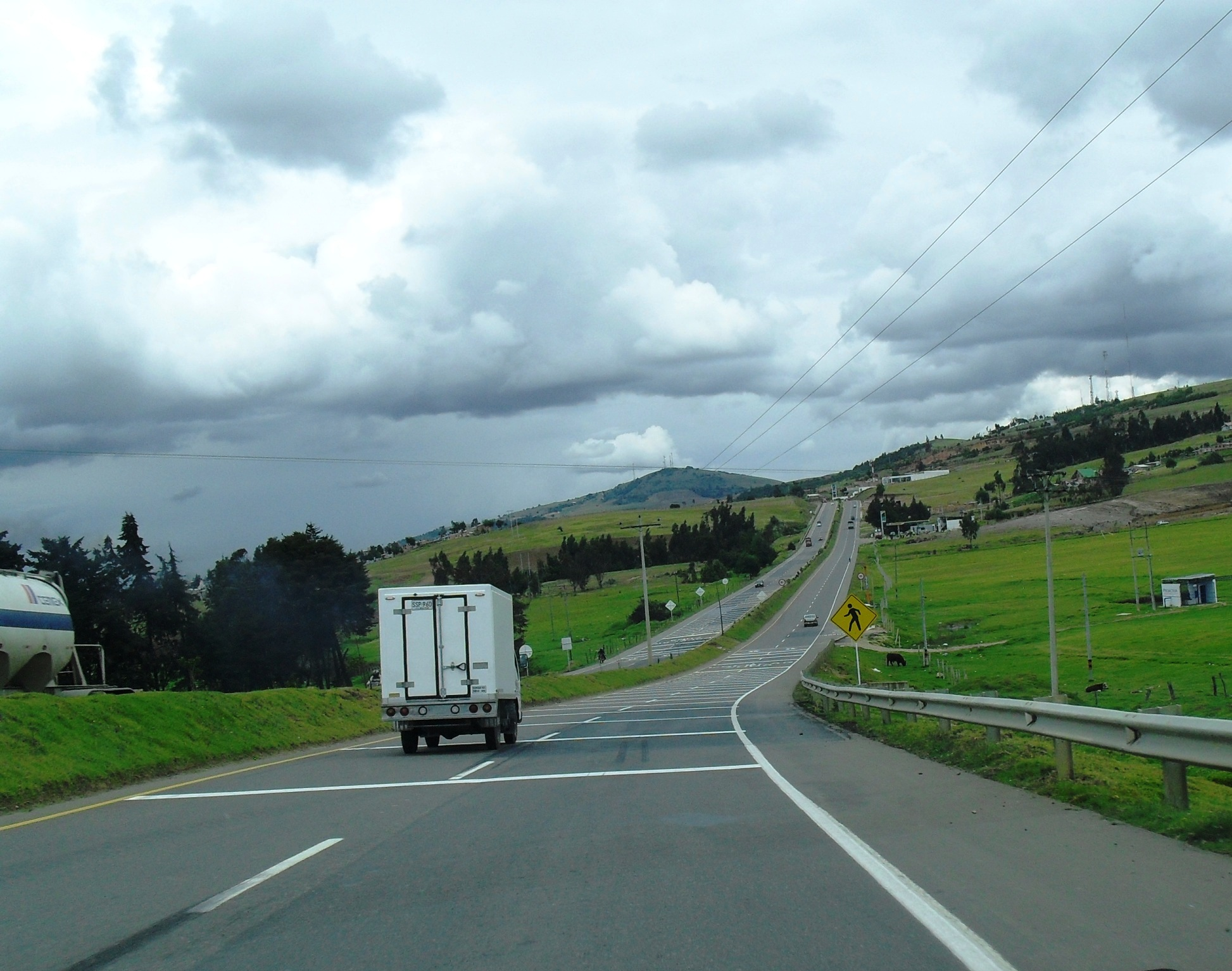
Une route en Colombie

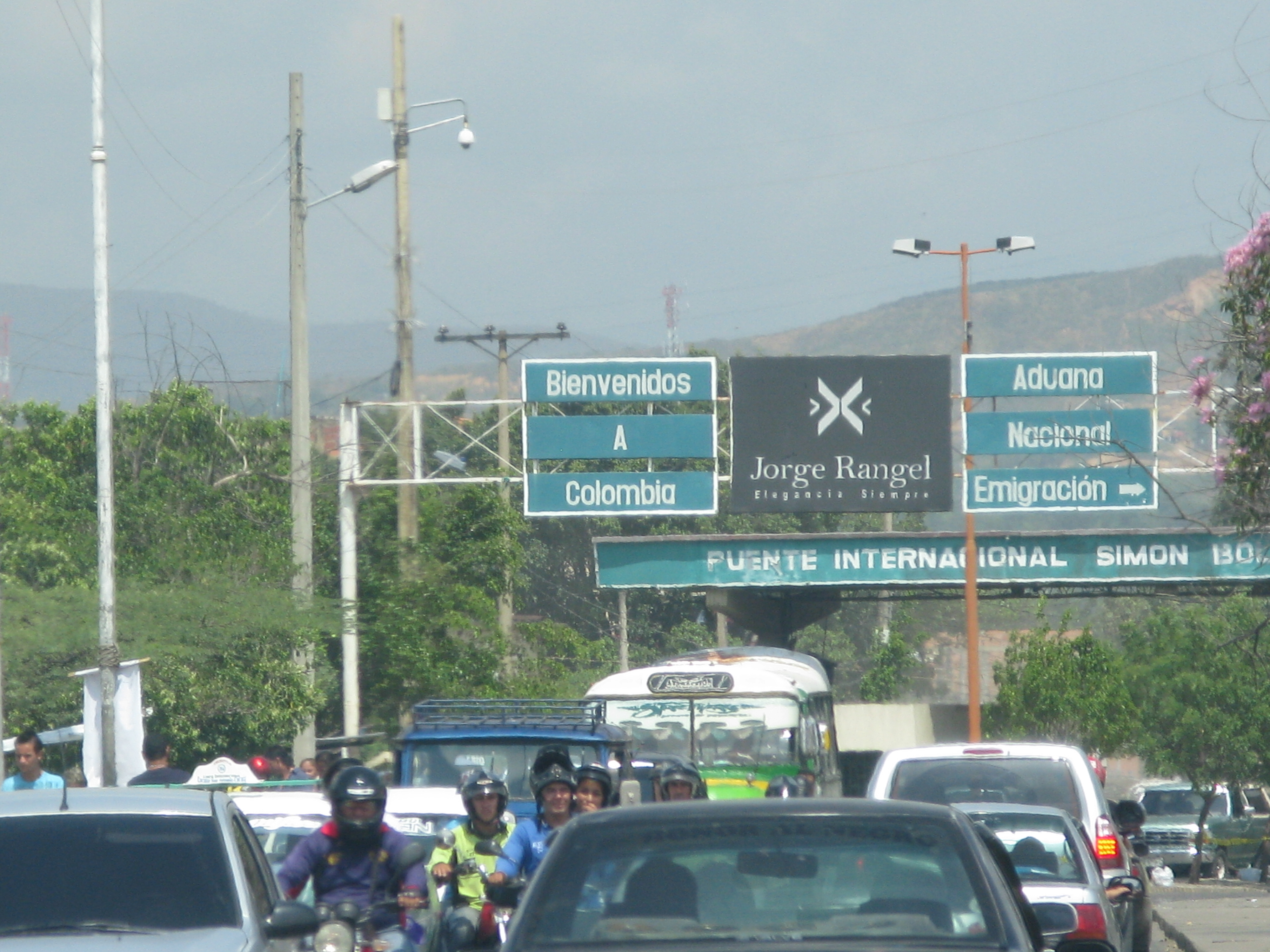
Panneau de bienvenue en Colombie

Le transport routier en Colombie est le principal moyen de transport de personnes et de marchandises en Colombie via son réseau routier composé d'environ 128 000 km de voiries en 2010.

## Histoire
En 1905, la Colombie ne compte que 200 km de routes. La même année, alors que la première voiture (une Cadillac importée par Ernesto Duperly) arrive à Bogota, le gouvernement du général Rafael Reyes Prieto crée le Ministère des Travaux Publics et des Transports. En 1917, un camion de 5 tonnes en provenance de Sogamoso atteint Bogotá en passant par la roue Central del Norte.

## Infrastructures

### Réseau routier

Carte du réseau routier en Colombie en 2012.

Le réseau routier colombien regroupe près de 128 000 km de voies diverses en 2010 dont 17 143 km de routes principales. 11 463 km de ce réseau routier principal sont gérés par l’Instituto Nacional de Vías (INVIAS), les 5 680 km restants ayant été cédés à l'Instituto Nacional de Concesiones (INCO). Concernant les 111 364 km se répartissant entre les routes secondaires et primaires, 36 618 km sont à la charge des départements, 34 918 km sont sous celle des municipalités, l'INVIAS gère 27 577 km de routes tertiaires (appelées autrefois caminos vecinales ou chemins vicinaux) tandis que les 12 251 derniers sont des voies privées.
Le réseau principal, appelé red nacional de carreteras, est constitué notamment des axes routiers troncales et  transversales permettant l'accès aux capitales départementales. Il a pour fonction de base de relier les principales zones de production et de consommation de la Colombie et avec d'autres pays. Les troncales, qui traversent la Colombie dans l'axe nord-sud, sont des routes nationales constituant les principaux corridors pour le commerce extérieur du pays. Les transversales sont les principales voies carrossables qui traversent le pays dans l'axe est-ouest. Les routes du réseau principal doivent être asphaltées. Les routes secondaires servent à relier les municipalités entre elles ou à relier une municipalité à une route principale. Le réseau tertiaire sert à relier les municipalités à leurs veredas (secteurs territoriaux constituant les municipalités) ou des veredas entre elles.

## Économie

### Investissements publics
| Année | Effort financier (en millions de pesos) |
| ----- | --------------------------------------- |
| 1998  | 1 544 667                               |
| 1999  | 1 379 869                               |
| 2000  | 772 494                                 |
| 2001  | 1 401 247                               |
| 2002  | 1 268 886                               |
| 2003  | 874 413                                 |
| 2004  | 960 931                                 |
| 2005  | 1 083 893                               |
| 2006  | 1 777 369                               |
| 2007  | 2 486 301                               |
| 2008  | 1 867 236                               |
| 2009  | 2 809 780                               |
| 2010  | 2 848 904                               |

### Parc automobile
En 2010, selon le bureau du Registro Único Nacional de Transporte (RUNT), le parc automobile colombien compte 6 376 764 véhicules : 6 146 690 constituent le parc automobile servant pour le transport de personnes et 230 074 composent celui pour le transport des marchandises. Les entreprises publiques de transports de passagers, habilitées par le Ministère des Transports, sont au nombre de 519. Des inégalités très fortes existent entre les départements : par exemple, Antioquia en compte 78 alors que Guaviare n'en compte qu'une seule.

### Tarifs
Le Ministère des Transports régule le secteur à travers diverses qui définissent les règles et les directives pour l'encaissement des tarifs afin d'obtenir un équilibre entre les parties, la Surintendance des ports et des transports (Superintendencia de Puertos y Transporte) contrôlant et s'assurant qu'elles soient bien appliquées.

## Sécurité routière
Le nombre de morts et de blessés graves sur les routes colombiennes est en baisse en 2010 par rapport à l'an 2000, notamment grâce aux politiques menées par le gouvernement et par le ministère des Transports.
| Année | Accidents | Morts | Blessés graves |
| ----- | --------- | ----- | -------------- |
| 2000  | 231 974   | 6 551 | 51 458         |
| 2001  | 239 838   | 6 346 | 47 148         |
| 2002  | 189 933   | 6 063 | 42 837         |
| 2003  | 209 904   | 5 632 | 36 743         |
| 2004  | 229 184   | 5 483 | 35 914         |
| 2005  | 209 568   | 5 418 | 37 669         |
| 2006  | 166 739   | 5 486 | 35 597         |
| 2007  | 184 347   | 5 642 | 44 702         |
| 2008  | 185 733   | 5 670 | 45 888         |
| 2009  | 177 801   | 5 796 | 39 167         |
| 2010  | 170 130   | 5 502 | 36 681         |